# Margård
 Der er for få eller ingen kildehenvisninger i denne artikel, hvilket er et problem. Du kan hjælpe ved at angive troværdige kilder til de påstande, som fremføres i artiklen.

Margård er en gammel sædegård, som nævnes første gang i 1310. Margård ligger i Vigerslev Sogn, Skovby Herred, Søndersø Kommune. Hovedbygningen er opført i 1745 ved J.G. Rosenberg.
Margård Gods er på 427 hektar med Vigerslevgård 

## Ejere af Margård
- (1310-1340) Timme Lauridsen Abildgaard / Niels Jensen
- (1340-1340) Cecilie Timmesdatter Abildgaard gift Hvide
- (1340-1359) Peder Andersen Hvide
- (1359-1370) Cecilie Timmesdatter Abildgaard gift Hvide
- (1370-1448) Ukendte ejere
- (1448-1467) Peder Hogenskind
- (1467-1467) Cecilie Pedersdatter Hogenskind gift Bryske
- (1467-1499) Iven Gertsen Bryske
- (1499-1505) Knud Ivensen Bryske
- (1505-1545) Claus Daa
- (1545-1551) Karen Gyldenstierne gift Bryske
- (1551-1551) Sidsel Eilersdatter Bryske gift Gjøe
- (1551-1555) Eskild Gjøe
- (1555-1580) Axel Urne
- (1580-1613) Carl Bryske
- (1613-1615) Truid Carlsen Bryske / Gert Carlsen Bryske
- (1615-1623) Gert Carlsen Bryske
- (1623-1626) Henrik von der Wisch
- (1626-1659) Ingeborg Jørgensdatter Friis
- (1659-1662) Slægten Friis
- (1662-1674) Mette Andersdatter Friis
- (1674-1680) Mette Iversdatter Friis gift Sandberg
- (1680-1690) Jacob Jørgensen Seemann
- (1690-1694) Anders Jacobsen Lindberg
- (1694-1708) Jens Christensen Schouboe
- (1708-1723) Jørgen Tyge Seefeld
- (1723-1725) Margrethe Jørgensdatter Due gift (1) Seefeld (2) Grüner
- (1725-1763) Gustav Grüner
- (1763-1763) Ebba Ovidia Grüner gift Schøller
- (1763-1778) Christian Schøller
- (1778-1810) Gustav Grüner Schøller
- (1810-1821) Vibeke Charlotte Trolle gift Schøller
- (1821-1858) Christian Schøller
- (1858-1884) Emma Juliane Reimers gift Schøller
- (1884-1921) Christian Emil August Schøller
- (1921-1951) Kai Christian Carl Schøller
- (1951-1981) Carl-Gustav Grüner Schøller
- (1981-1982) Boet efter Carl-Gustav Grüner Schøller
- (1982-2000) Hans Flemming Hansen
- (2000-) Per Bo Hansen